# Летки (Хмельницкая область)
Летки (укр. Літки) — село в Хмельницком районе Хмельницкой области Украины.
Население по переписи 2001 года составляло 390 человек. Почтовый индекс — 32240. Телефонный код — 3856. Занимает площадь 1,512 км². Код КОАТУУ — 6821587802.

## Местная власть
32200, Хмельницкая обл., Хмельницкий р-н, г. Деражня, ул. Мира, 37